# Ministerio de Finanzas (República Checa)
El Ministerio de Finanzas de la República Checa (en checo: Ministerstvo financí České republiky) es un ministerio del gobierno establecido en 1969.

## Ministro
El Ministro de Finanzas de la República Checa es miembro del gabinete checo responsable de los asuntos de las finanzas y la economía. En la siguiente lista menciona las personas que estuvieron en el cargo:
- Ivan Kočárník, 1 de enero de 1993-2 de junio de 1997
- Ivan Pilip, 3 de junio de 1997-22 de julio de 1998
- Ivo Svoboda, 22 de julio de 1998-20 de julio de 1999
- Pavel Mertlík, 21 de julio de 1999-12 de abril de 2001
- Jiri Rusnok, 13 de abril de 2001-15 de julio de 2002
- Bohuslav Sobotka, 15 de julio de 2002-4 de septiembre de 2006
- Vlastimil Tlustý, 4 de septiembre de 2006-9 de enero de 2007
- Miroslav Kalousek, 9 de enero de 2007-8 de mayo de 2009
- Eduard Janota, 8 de mayo de 2009-13 de julio de 2010
- Miroslav Kalousek, 13 de julio de 2010-10 de julio de 2013
- Jan Fischer, 10 de julio de 2013-29 de enero de 2014
- Andrej Babiš, 29 de enero de 2014-24 de mayo de 2017
- Ivan Pilný,[1] 24 de mayo de 2017-13 de diciembre de 2017
- Alena Schillerová,[1] 13 de diciembre de 2017-17 de diciembre de 2021
- Zbyněk Stanjura,[2] 17 de diciembre de 2021-actualidad